# Vieux-lès-Asfeld
Vieux-lès-Asfeld ist eine französische Gemeinde mit 298 Einwohnern (Stand 1. Januar 2022) im Département Ardennes, in der Region Grand Est.

## Geografie
Der Ort liegt am Ufer des Flusses Aisne. Parallel zum Fluss verläuft auch ein Schifffahrtskanal, der genau hier seine Bezeichnung wechselt. Richtung Westen heißt er Canal latéral à l’Aisne und führt in den Großraum Paris, Richtung Osten heißt er Canal des Ardennes und führt durch die Ardennen weiter nach Belgien.

## Bevölkerungsentwicklung
| Jahr                       | 1962 | 1968 | 1975 | 1982 | 1990 | 1999 | 2006 | 2013 | 2018 |
| Einwohner                  | 268  | 264  | 254  | 241  | 272  | 266  | 261  | 320  | 305  |
| Quellen: Cassini und INSEE |      |      |      |      |      |      |      |      |      |

## Gemeindepartnerschaft
Vieux-lès-Asfeld unterhält gemeinsam mit seiner Nachbargemeinde Asfeld partnerschaftliche Beziehungen mit Harsefeld in Niedersachsen.